# Communauté rurale de Kataba 1
La communauté rurale de Kataba 1 est une communauté rurale du Sénégal située en Casamance, dans le sud du pays. 
Elle fait partie de l'arrondissement de Kataba 1, du département de Bignona et de la région de Ziguinchor.
Elle comprend les villages suivants :
- Bandjikaki
- Bani Israël
- Barakesse
- Bourome
- Coubanack
- Coudioube
- Coulandiang
- Coulobori
- Councoudiang
- Courame
- Daroul Khayri
- Darsalam Chérif
- Diénoucounda
- Dimbaya
- Djibara
- Djilacoumoune
- Dombodir
- Kabadio
- Kataba 1
- Kataba 2
- Katack
- Koba Séléty
- Macouda
- Madina Birassou
- Madina Daffé
- Mahmouda Diola
- Niafourang
- Poukène
- Samboulandiang
- Séléty
- Suzana
- Tambacounda
- Tambouille
- Touba
- Woniack